# Euonymus lawsonii
Euonymus lawsonii är en benvedsväxtart som beskrevs av Charles Baron Clarke och David Prain. Euonymus lawsonii ingår i släktet Euonymus och familjen Celastraceae. Inga underarter finns listade.